# بازی بی‌زمان
در ورزش‌هایی که از ساعت استفاده می‌کنند، بازی بی‌زمان (به انگلیسی: Untimed play) به بازی‌هایی گفته می‌شود که در آن ساعت تیک نمی‌زند. در برخی موارد، بازی بدون زمان ممکن است در پایان بازی و پس از پایان ساعت رخ دهد، و حتی ممکن است زمانی اتفاق بیفتد که امتیازی رخ دهد که نتیجه بازی را تعیین کند.